# Cologaritmo
Il cologaritmo è il logaritmo dell'inverso del numero considerato. Il simbolo utilizzato per rappresentarlo è colog. Dato un numero x il suo cologaritmo è definito come:
{\displaystyle \mathrm {colog} \,x=\log {\frac {1}{x}}}
Ciò, sfruttando la proprietà del logaritmo per la quale
{\displaystyle \log \left({\frac {x}{y}}\right)=\log x-\log y}
permette di scrivere anche
{\displaystyle \mathrm {colog} \,x=-\log x}
La dimostrazione a partire dalle proprietà citate è semplice:
{\displaystyle \log {\frac {1}{x}}=\log 1-\log x=0-\log x=-\log x}